# Roberto Jabali
Roberto Jabali (* 16. Mai 1970 in Ribeirão Preto) ist ein ehemaliger brasilianischer Tennisspieler.

## Leben
Jabali stand 1987 im Achtelfinale des Juniorenturniers der US Open, im darauf folgenden Jahr erreichte er nach Siegen unter anderem über Marc Rosset und Todd Martin das Halbfinale der Juniorenkonkurrenz der French Open, in dem er Magnus Larsson unterlag. In den darauf folgenden Juniorenturnieren von Wimbledon und der US Open stand er jeweils im Viertelfinale der Doppelkonkurrenz.
Die Erfolge aus der Juniorenzeit konnte er als Tennisprofi nicht wiederholen, und so spielte er den Großteil seiner Karriere auf der ATP Challenger Tour, wo er zwischen 1989 und 1997 fünf Einzeltitel errang. Seinen größten Erfolg auf der ATP World Tour feierte er 1994 in Mexiko-Stadt. Als Qualifikant ins Hauptfeld gekommen bezwang er unter anderem Luis-Enrique Herrera und Bryan Shelton, bevor er im Finale glatt in zwei Sätzen Thomas Muster unterlegen war. Die höchste Notierung in der Tennis-Weltrangliste erreichte er 1996 mit Position 130 im Einzel sowie 1989 mit Position 355 im Doppel.
Für ein Grand-Slam-Turnier konnte er sich nur ein einziges Mal qualifizieren. Nachdem er in der Qualifikation zu den US Open 1996 unter anderem Justin Gimelstob bezwungen hatte, unterlag er in seiner Erstrundenbegegnung klar in drei Sätzen gegen Tim Henman.

## Turniersiege
| Legende                       |
| Grand Slam                    |
| Tennis Masters Cup            |
| ATP Masters Series            |
| ATP International Series Gold |
| ATP International Series      |
| ATP Challenger Tour (5)       |

### Einzel
| Nr. | Datum | Turnier        | Belag     | Finalgegner         | Ergebnis      |
| --- | ----- | -------------- | --------- | ------------------- | ------------- |
| 1.  | 1989  | São Paulo      | Sand      | Borja Uribe         | 6:2, 2:6, 7:5 |
| 2.  | 1991  | Ribeirão Preto | Sand      | Felipe Rivera       | 6:3, 4:6, 7:6 |
| 3.  | 1996  | Bogotá         | Sand      | Juan Pino           | 6:7, 6:4, 6:1 |
| 4.  | 1996  | São Paulo      | Hartplatz | Alejandro Hernández | 6:2, 4:6, 6:1 |
| 5.  | 1997  | Belo Horizonte | Hartplatz | André Sá            | 2:6, 7:5, 6:3 |